# Daniela Melchior
Daniela Melchior (Almada, 1 de novembro de 1996) é uma atriz portuguesa.

## Carreira
Estreou-se na televisão em Mulheres (2014) quando ainda era estudante de teatro. Participou depois na série de televisão Massa Fresca (2016) e em mais telenovelas como em Ouro Verde (2017) ou A Herdeira (2017) ao lado de Rita Pereira. No cinema estreou-se em O Caderno Negro (2018), seguindo-se Parque Mayer (2018).

## Vida pessoal
Em 2018 apresenta a canção "O que é ser Normal? Apontar o dedo ao mal". O tema cantado por Daniela Melchior, inserido numa campanha contra violência no namoro, conta com letra de Catarina Furtado e com composição e produção de Tiago Bettencourt.
Melchior é a primeira atriz portuguesa a interpretar uma personagem do Universo DC e do Universo Estendido DC e a primeira de uma personagem de banda desenhada.
Melchior explicou numa entrevista como se encontrou em Hollywood : "Recebi roteiros na mesa dizendo Queremos você".

## Filmografia

### Cinema
| Ano  | Projeto                          | Papel                                          | Ref.              |
| ---- | -------------------------------- | ---------------------------------------------- | ----------------- |
| 2018 | O Caderno Negro                  | La Fille                                       | [ 1 ] [ 5 ] [ 6 ] |
| 2018 | Parque Mayer                     | Deolinda                                       | [ 2 ]             |
| 2018 | Homem-Aranha: No Universo Aranha | Gwen Stacy / Spider-Gwen (dublagem portuguesa) | [ 7 ]             |
| 2021 | O Esquadrão Suicida              | Cleo Cazo / Caça-Ratos 2                       | [ 8 ]             |
| 2022 | Assassin Club                    | Sophie                                         |                   |
| 2023 | Guardiões da Galáxia Vol. 3      | Ura                                            |                   |
| 2023 | Marlowe                          | Lynn Peterson                                  |                   |
| 2023 | Velozes e Furiosos 10            | Isabel Neves                                   |                   |
| 2024 | Road House                       | Ellie                                          |                   |

### Televisão
| Ano         | Projeto       | Papel               | Notas            | Canal |
| ----------- | ------------- | ------------------- | ---------------- | ----- |
| 2014 - 2015 | Mulheres      | Viviana Gomes       | Elenco Principal | TVI   |
| 2016        | Massa Fresca  | Carminho Santiago   | Elenco Principal | TVI   |
| 2017        | Ouro Verde    | Cláudia Andrade     | Elenco Principal | TVI   |
| 2017 - 2018 | A Herdeira    | Ariana Franco       | Co- Antagonista  | TVI   |
| 2017 - 2018 | A Herdeira    | Marcela Gusmano     | Co- Antagonista  | TVI   |
| 2018 - 2019 | Valor da Vida | Isabel Vasconcellos | Co- Protagonista | TVI   |
| 2021        | Pecado        | Maria Manuel        | Protagonista     | TVI   |